# Интеллектуально-творческий потенциал России
«Интеллектуально-творческий потенциал России» — национальная образовательная программа, принятая в 2002 году. Цель программы — выявить одаренных детей, молодежь и педагогов, а также создать условия для их развития.
Более 100 000 учащихся и педагогов участвуют в программе «Интеллектуально-творческий потенциал России» каждый год.
Лучшие участники программы выдвигаются на получение государственных премий для поддержки талантливой молодежи 30 000 и 60 000 рублей.

## Направления программы

### Повышение квалификации педагогов. Внедрение и распространение новых образовательных технологий
Курсы повышения квалификации, педагогические семинары и вебинары
- Основные темы: совершенствование умений педагога, игровые технологии в образовании, исследовательская деятельность учащихся[4][5][6].

Форумы для педагогов
- Ежегодный заочный всероссийский форум педагогов, обсуждение через интернет авторских образовательных технологий, методик и идей — «Педагогический Олимп»[7].
- Ежегодный очный всероссийский форум педагогов, выдвижение новых образовательных технологий и обсуждение актуальных проблем образования — «Образование: взгляд в будущее» (Educamp)[8].

Конкурсы для педагогов
- Конкурсы авторских образовательных методик — «Педагогический совет»[9], «Образовательный потенциал России»[10]
- Конкурс исследовательских работ о современных методиках воспитания и обучения, а также о методиках выдающихся педагогов прошлого и применении этих методик на практике — «Педагогическое наследие»[11].
- Конкурсы авторских игровых технологий и их применения в обучении и воспитании детей — «Калейдоскоп знаний»[12], «Игра. Творчество. Развитие»[13].
- Тестовый конкурс по педагогике для учителей, родителей и старшеклассников — «Диалог»[14].

### Вовлечение учащихся в исследовательскую деятельность
Всероссийские заочные конкурсы исследовательских и проектных работ
- учеников 1-4 классов — «Юный исследователь»[15];
- учеников 1-11 классов — «Созидание и творчество»[16];
- учеников 5-9 классов — «Шаги в науку»[17];
- учеников 5-11 классов и студентов — «Юность науки»[18];
- учеников 7-11 классов — «Инновации. Наука. Техника»[19];
- учеников 9-11 классов — «Юность. Наука. Культура»[20];
- учеников 10-11 классов и студентов — «Юность. Наука. Здоровье»[21];
- учеников 10-11 классов, студентов, аспирантов и ученых до 25 лет — «Научный потенциал XXI века»[22].

Ежегодные всероссийские конференции исследовательских работ учащихся
- «Юный исследователь»[23];
- «Шаги в науку»[24];
- «Юность. Наука. Культура»[25] (проводится с 1986 г.[26]);
- «Научный потенциал XXI века»[27]

Ежегодные региональные конференции исследовательских работ учащихся «Юность. Наука. Культура»
- «Юность. Наука. Культура»-Арктика[28] (Мурманск);
- «Юность. Наука. Культура»-Башкортостан[29] (Туймазы);
- «Юность. Наука. Культура»-Север[30] (Санкт-Петербург);
- «Юность. Наука. Культура»-Сибирь[31] (Новосибирск);
- «Юность. Наука. Культура»-Байкал[32] (Улан-Удэ);
- «Юность. Наука. Культура»-Урал[33] (Златоуст).

Экспериментальные площадки
- Экспериментальное обучение школьников методами проектов и исследований. Составить стратегию обучения и организовать учебный процесс учителю помогают специалисты программы «Интеллектуально-творческий потенциал России»[34].

Школа исследователей
Школьников 7-11 классов учатся писать рефераты и исследовательские работы, которые отвечают требованиям к научному тексту. Специалисты программы «Интеллектуально творческий потенциал России» проводят эти занятия через Интернет..

### Повышение мотивации учащихся для творчества и получения знаний
Всероссийские заочные олимпиады и конкурсы:
- Предметные олимпиады «Познание и творчество»[36];
- Творческие олимпиады «Креативность. Интеллект. Талант»[37];
- Предметные и межпредметные тестовые задания «Интеллект-экспресс»[38];
- Ежегодный литературно-художественный конкурс «Восхождение к образу»[39];
- Литературно-философский конкурс «Озарение»[40].

Ежегодные очные всероссийские творческие фестивали и турниры:
- Рождественский фестиваль-конференция для учеников начальной школы[41];
- Фестиваль наук и искусств «Творческий потенциал России»[42];
- Всероссийский летний фестиваль «Созвездие талантов»[43];
- Лингвистический турнир «Plasma»[44].

### Внедрение игровых технологий в образовательную деятельность.
Командные интеллектуально-творческие игры для учащихся:
- «Эрудиты России»[45];
- «Полет продолжается»[46];
- Веб-квесты[47].

### Всероссийский интеллект-рейтинг учащихся
Участвуя в мероприятиях Национальной образовательной программы «Интеллектуально-творческий потенциал России», учащиеся получают баллы во Всероссийском интеллект-рейтинге. В зависимости от количества баллов участнику присуждается одно из званий(Искатель, Эрудит, Знаток, Талант, Интеллектуальный лидер) и выдается сертификат о том, какое место он занимает во всероссийском интеллект-рейтинге учащихся. Имена ста лучших участников публикуются на сайте «Интеллектуально-творческого потенциала России» и в печатном сборнике «Ими гордится Россия»

## Премия Правительства РФ в области образования
В ноябре 2011 г. разработчики и организаторы программы «Интеллектуально-творческий потенциал России» были удостоены Премии Правительства РФ в области образования «за научно-практическую разработку» Система выявления и поддержки интеллектуально одаренных детей в рамках программы «Интеллектуально-творческий потенциал России».
- Ляшко Лев Юрьевич[52], руководитель программы, кандидат педагогических наук, председатель Малой академии наук «Интеллект будущего»;
- Левицкий Михаил Львович[53], доктор педагогических наук, профессор, декан экономического факультета Московского городского педагогического университета;
- Ляшко Татьяна Васильевна, заместитель председателя Малой академии наук «Интеллект будущего»;
- Смолянский Александр Сергеевич[54], кандидат химических наук, заведующий лабораторией Научно-исследовательского физико-химического института имени Л. Я. Карпова;
- Романов Анатолий Семенович[55], кандидат философских наук, доцент кафедры философии ИАТЭ НИЯУ МИФИ;
- Суходольская-Кулешова Орыся Васильевна[56], доктор педагогических наук, главный специалист отделения философии образования и теоретической педагогики[57] Российской академии образования.
- Федоровская Елена Олеговна, кандидат биологических наук[58], доцент кафедры психологии СУГТИ.